# Keretantenna

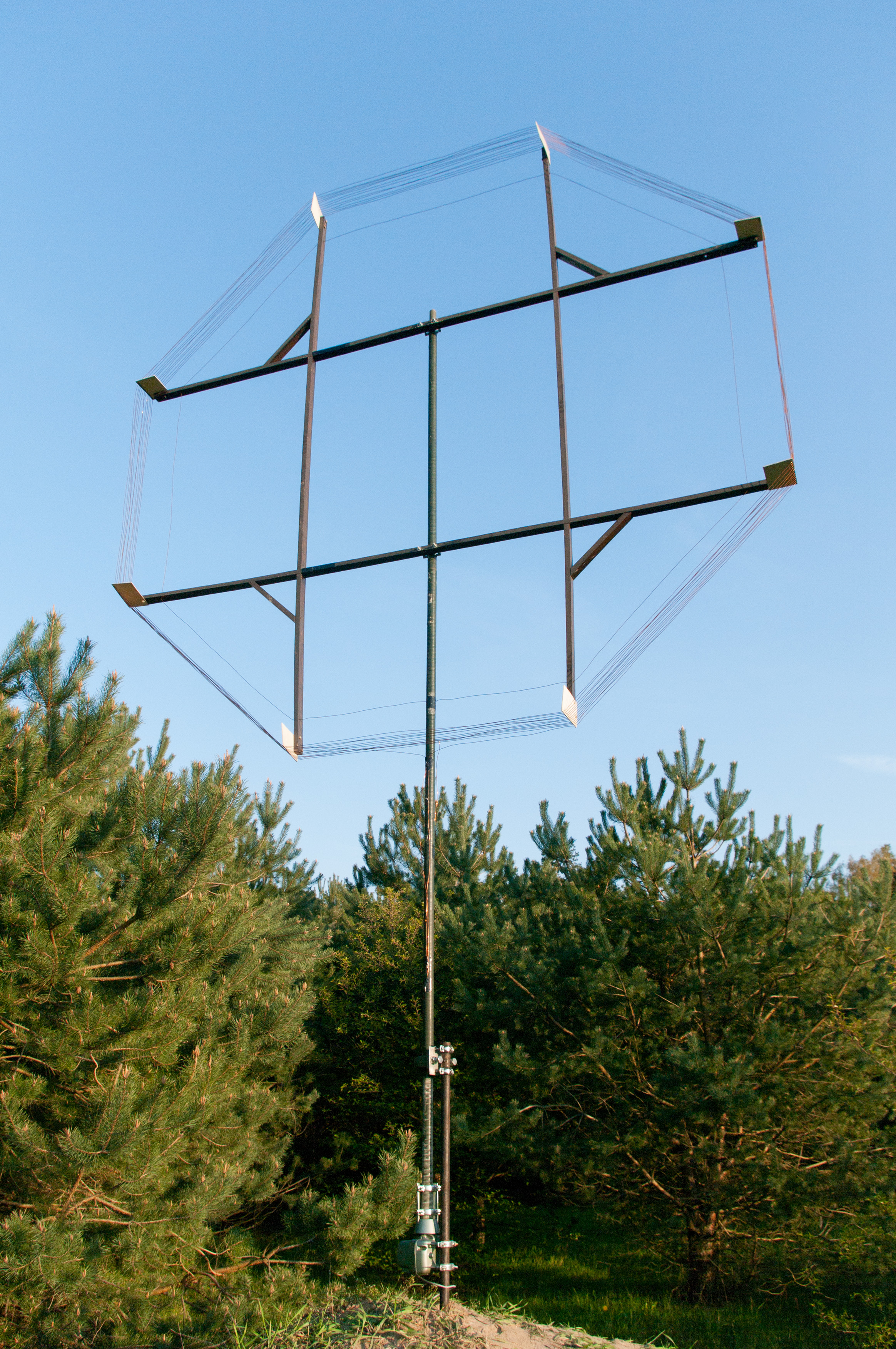
Keretantenna hosszú- és középhullámokra

A keretantenna egy csökkentett méretű sugárzó. Csökkentett méretéből adódóan kis hatásfokú antenna, leginkább vevőantennaként használják. Régen csöves rádiók dobozának belső oldalán képeztek ki több menetes tekercset, így tették alkalmassá a készüléket, hogy az erősebben vehető közeli rádióállomások jelét külső antennna nélkül is venni lehessen.
A keretantenna napjainkban sem vesztette el jelentőségét, több területen is használják vevőantennaként:
- mivel enyhe irányhatással rendelkezik hosszabb hullámokon is, használják iránymérésre, zavarjelek felderítésére, "rókavadászatra".
- mivel hosszabb hullámokra is kis méretben elkészíthető, mozgó megfigyelőállomások is használják.
- mivel leginkább a rádióhullámok mágneses komponensére érzékeny, jelentős szerepe van hosszúhullámú rádiónavigációban.
- Induktív alkalmazásokban, RFID, áruellenőrző.

## Felépítése, méretezése[1]
A keretantenna egy A területet bekerítő, n menetszámú tekercs. Sugárzási ellenállása λ hullámhosszon a következőképp számítható:
{\displaystyle R_{s}=n^{2}320sin{{\biggl (}{\frac {\pi {\sqrt {A}}}{\lambda }}{\biggr )}}}
A keretantenna dipólusként működik, melynek hatásos hossza:
{\displaystyle h_{eff}={\frac {2\pi nA}{\lambda }}}
A heff-nek megfelelő dipólus-félhosszúság:
{\displaystyle h_{0}={\frac {2arctan{{\biggl (}{\frac {h_{eff}\beta }{2}}{\biggr )}}}{\beta }}}
- n - a keretantenna menetszáma
- A - A keretantenna által bekerített terület (m2)
- λ - az üzemi hullámhossz (m)
- Rs - sugárzási ellenállás (Ω)
- heff - hatásos magasság (m)
- h0 - dipólus félhosszúság (m)
- β - hullámtényező

## A keretantenna iránykarakterisztikája
A keretantenna kvázi gömbsugárzó, de van egy nagyon keskeny szögtartomány, amelyben az antenna teljesen érzéktelen. Irányméréskor ezt a tulajdonságát használják ki, ugyanis amikor a tekercs tengelyirányban néz a jelforrás felé, akkor megszűnik a jel vétele. Mivel ez egy nagyon keskeny szögtartomány, így pontos, akár 1° körüli pontossággal van lehetőség iránymérésre.